# Ђангси
Ђангси (кин: 江西, Jiāngxī) је кинеска покрајина на југоистоку земље. Ђангси заузима површину од 166.900 км², а у покрајини је 2004. живело 42.840.000 становника. Главни град је Нанчанг.
На северу покрајина излази на реку Јангце. Најважнија река је река Ган. Језеро Појанг је највеће слатководно језеро Кине. Његова површина варира између 3.600 и 4.700 км², зависно од водостаја.
Ђангси је једна од сиромашнијих кинеских покрајина. БДП је 2008. износио 93,3 милијарде долара, што даје 2.164 долара по глави становника.